# Somapura Mahavihara
Somapura Mahavihara (sanscrito; bengalese: সোমপুর মহাবিহার Shompur Môhabihar) nei pressi del villaggio di Paharpur, nel Distretto di Nagaon, Bangladesh è tra i più celebri vihara buddisti del subcontinente indiano. Fu dichiarato patrimonio dell'umanità dall'UNESCO nel 1985.

## Storia

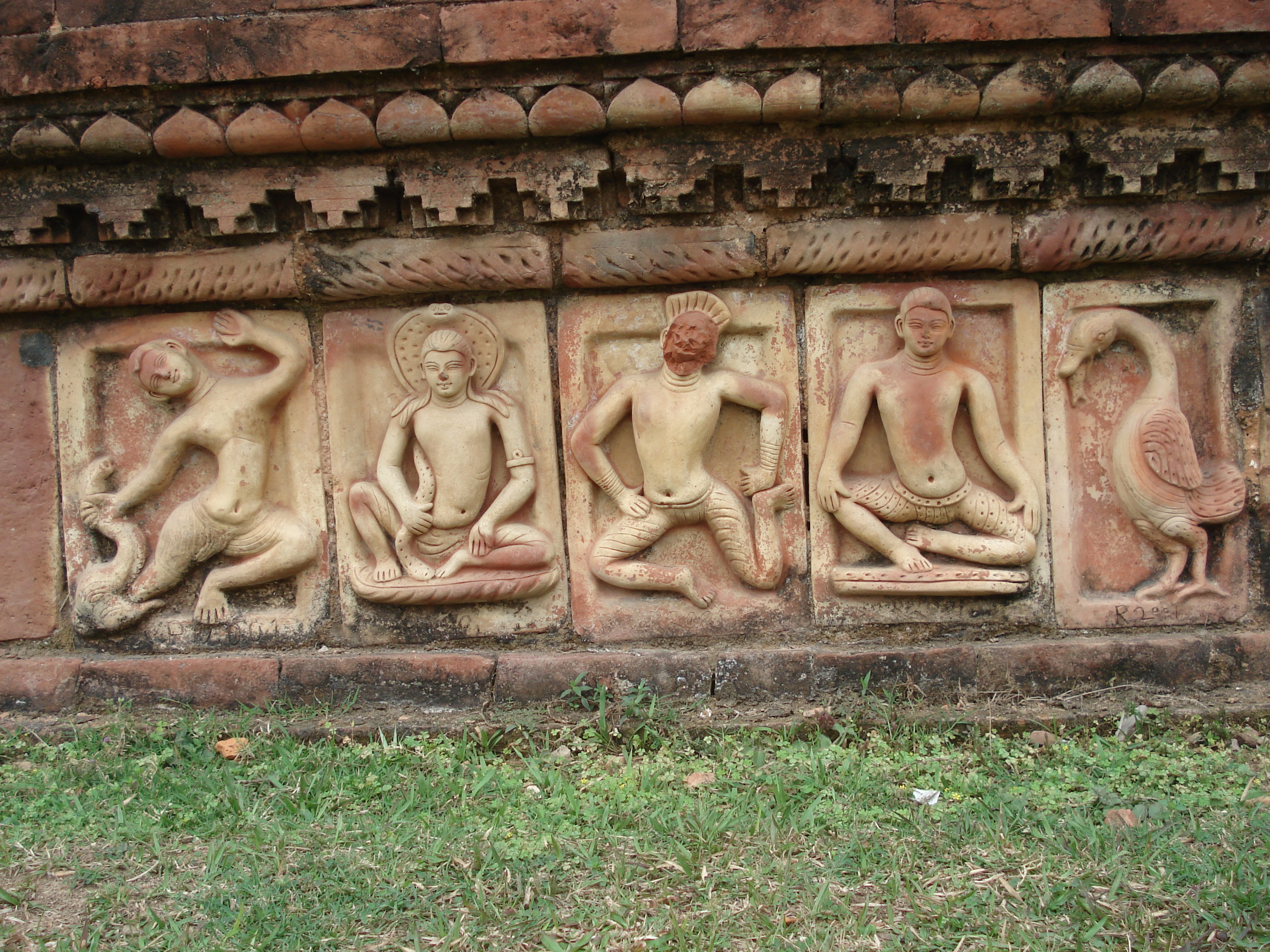
Bassorilievo del tempio principale di Somapura

I primi studi archeologici dell'area del complesso monastico nei pressi di Paharpur furono condotti dall'archeologo K.N. Dikhist e si conclusero nel 1938. In seguito altri studi furono condotti da Prudence R. Myer nel 1969 e ulteriori ricerche furono condotte da Mohammed Ali Naqi, della Khulna University, nel 1999.
L'importanza del luogo era già nota dalle fonti tibetane, e fu confermata dal ritrovamento di iscrizioni in situ, comprendenti sigilli ufficiali che recitano "Shri-Somapure-Shri-Dharmapaladeva-Mahavihariyarya-bhiksu-sangghasya". Questo permise di confermare l'identità dei resti archeologici con il grande vihara di Somapura, una delle cinque più importanti università buddiste della dinastia Pāla, assieme a Nālandā, Vikramaśīla, Odantapurā e Jaggadala.
Somapura fu fondato dal re Dharmapala (floruit: 781-821), secondo sovrano della dinastia Pāla (750-1174), che fu un grande mecenate del sangha buddista e regnò per 40 anni sull'India settentrionale. Oltre a Somapura Dharmapala fece anche edificare l'università di Vikramaśīla. Da un'iscrizione su un pilastro si evince che il monastero fu ristrutturato durante il regno del quinto sovrano Pāla, Mahendrapala (circa 850-854), mentre dall'opera di Taranatha, rimasta solo in tibetano come Pag Sam Jon Zang, si ricava che un'ulteriore opera di riparazione e rinnovamento fu condotta durante il regno di Mahipala (circa 995-1043).
Dal IX al XII secolo Somapura attirò numerosi studiosi e traduttori tibetani, all'epoca particolarmente attivi nella "seconda conversione" al buddismo del Tibet. Il più celebre studioso attivo a Somapura fu Atiśa, nativo della zona ma che in Tibet passò l'ultima parte della sua vita, che qui tradusse il Madhyamaka Ratnapradipa in tibetano. Altri maestri celebri che frequentarono Somapura furono Karunashrimitra, Vipulashrimitra, Kalamahapada e Viryendra.
Nell'XI secolo la guerra portò alla morte del maestro Karunashrimitra e all'incendio di Somapura, che fu restaurato immediatamente dopo, proseguendo la sua attività anche durante la dinastia Sena, per poi cadere nell'oblio e nell'abbandono in seguito alle invasioni islamiche del XIII secolo.

## Architettura

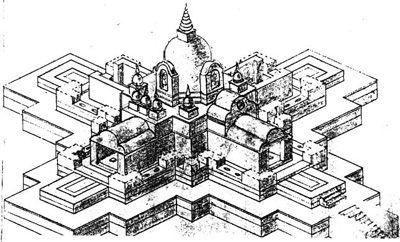
Ricostruzione dello stupa centrale secondo Mayer

L'area archeologica di Somapura, che copre 110,000 m2, presenta al centro un grande complesso rettangolare, in cui 177 celle monastiche circondano lo stupa principale, posto al centro. La curiosa pianta cruciforme dello stupa principale è un unicum nell'architettura buddista indiana. Ma, forse a causa della posizione orientale rispetto al subcontinente indiano, e grazie ai contatti con Giava, che dalla biografia di Atiśa sono conosciuti per certi, questa forma godette di ampia diffusione e fortuna nelle costruzioni buddiste in Birmania, Cambogia e Giava.